# Bad (album)
Bad este cel de-al șaptelea album de studio înregistrat de către cântârețul american Michael Jackson. Albumul a fost lansat pe 31 august 1987 de către casa de discuri Epic Records, fiind lansat cinci ani după albumul precedent, Thriller, care este cel mai bine vândut album al tuturor timpurilor. Bad s-a vândut în mai mult de 30 de milioane de exemplare în întreaga lume. Este primul album ce a avut cinci Billboard Hot 100 # 1 single. BAD in jargonul afro-american insemna ceva de genul  'extraordinar'.

## Conținut
Lista melodiilor incluse in album este:
1. „Bad” — 4:07
2. „The Way You Make Me Feel” — 4:58
3. „Speed Demon” — 4:03
4. „Liberian Girl” — 3:53
5. „Just Good Friends” — 4:08
6. „Another Part of Me” — 3:54
7. „Man in the Mirror”  — 5:19
8. „I Just Can't Stop Loving You” — 4:25
9. „Dirty Diana” — 4:52
10. „Smooth Criminal”  — 4:17
11. „Leave Me Alone”  — 4:40

2001 Ediție Specială
1. „Interview with Quincy Jones 1” — 4:03
2. „Streetwalker” — 5:49
3. „"Interview with Quincy Jones 2" — 2:53
4. „Todo Mi Amor Eres Tu” — 4:05
5. „Interview with Quincy Jones 3” — 2:30
6. „Spoken intro to Fly Away” — 0:08
7. „Fly Away”  — 3:26